# 秋田・男鹿ミステリー案内 凍える銀鈴花
『秋田・男鹿ミステリー案内 凍える銀鈴花』（あきた・おがミステリーあんない こごえるぎんれいか）は、ハッピーミールが開発しフライハイワークスより配信開始されたアドベンチャーゲーム。「ミステリー案内シリーズ」の第2弾。

## 物語
主人公の刑事は、後輩の開明寺ケンと2人で、東京都台東区の蔵前付近にある特殊詐欺グループの幹部を追って張り込みをする。そのアジトを見つけ出し家宅捜査に踏み入った際、グループの元締め「ゼロ」の存在を知る。
「ゼロ」の潜伏先が東北地方の秋田県内にあることを突き止めた主人公とケンは秋田に向かい、ケンの警察学校時代の同期の女性刑事・如月や、恩師のベテラン刑事・茂木たち秋田県警と協力して捜査を進める。しかし捜査は混迷を極め、やがて不可解な連続殺人、国際的規模の犯罪組織の存在、さらには数年前に紙面を賑わせた残酷な事件の真相へと誘われていく。

## 登場人物
刑事（プレイヤー）
主人公。警視庁捜査一課に所属する刑事。茂木たちからは「センパイさん」と呼ばれている。
開明寺 ケン
前作から登場する主人公の後輩刑事。正義感と熱血感にあふれ、ご当地グルメとゲームが大好き。如月とは警察学校時代からの犬猿の仲である同期で、茂木の警察学校時代の教え子でもある。
夏井りん
秋田犬と交流できる「秋田犬ふれあいセンター」の職員で、秋田犬の訓練や飼育に従事している。
如月モエコ
秋田県警捜査二課に所属する、メガネ姿の女性刑事。頻発する県内の詐欺事件の摘発に心血を注ぐ。ケンとは警察学校時代からの腐れ縁で、感情が昂ると秋田弁が漏れる。
茂木けいぞう
秋田県警捜査一課に所属するベテラン刑事。ハンチング帽にトレンチコートがトレードマーク。ケンと如月の口喧嘩の仲裁役になることが多い。捜査中も咳き込むことが多く、ケンや看護師たちからも健康を心配されているが、忙しいからと検査を受けていない。
マツオ
主人公とケンが東京で追っている凶悪詐欺事件の実行犯の一人。主人公たちによるアジトへの踏み込みで、この詐欺事件が秋田県につながる巨悪な犯罪であることが判明していく。
ゼロ
秋田県内に潜伏する特殊詐欺グループを束ねるとされるリーダーで、人公とケンが東京で追っていた詐欺事件の摘発によって存在が明らかになる。
秋田犬のケン
「秋田犬ふれあいセンター」で嘱託警察犬を目指して日々訓練を続けている秋田犬。名前を呼ぶと開明寺ケンが反応してしまうのがお約束。作中、意外な活躍を見せることになる。
桧山岳
「秋田犬ふれあいセンター」に勤める職員で、りんの先輩。民間企業から転職し、その使命感と営業力でセンターの経営をなんとか支えている。秋田犬を警察犬として認められる犬種になれるように警察にも働きかけている。
石戸典子
父・てんこうが経営している食品加工会社ヘブンズミートで広報部長として働いている。一人娘の小学生・石戸さりを溺愛する。
石戸てんこう
食品加工会社ヘブンズミートの社長。同社の業績を飛躍的に伸ばしたやり手の経営者で、経理部長の笹木たちからも信頼が厚い。
アーシャ
ウラジオストク市出身の女性体操選手で、今後のロシア体操界を引っ張るスター選手として期待されている。秋田市との親善イベントに参加するために保坂たちと共に来日した。秋田犬を気に入る。
保坂てつし
ロシア在住の日本人で、ロシア新体操選手団のコーディネーターを務めている。ウラジオストク市と秋田選抜の選手の共同強化合宿のためにアーシャたちを連れて来日するが、東京で浅草と浅草橋を間違えた。
鈴西はる
茂木の家族が入院している病院に勤めている看護師。
かがやあずみ
美容エステサロン「アズ・ミー」のメートゥル（オーナー）。教職から転身するも、その経営手腕で同社をわずか10年で有名企業へと育て上げる。
西沢こういち
「正義のルポライター」を自称する雑誌記者で、詐欺事件のスクープを追いながら、なぜかタイヤロボにまつわる連載も持つ。前作『偽りの黒真珠』でも重要な登場人物として登場した。カナという娘がいる。

## 楽曲

### テーマソング
トワイライト 〜失くした明日を
歌：星守紗凪、作詞/作曲：森彰子
運命の主人公（ヒロイン）'19
歌：岩岡玲湖、作詞/作曲：森彰子

## その他
- シーンによっては、スマホで「トンデモ西ブー記」というミニゲームが遊べるが、事件を解決すると、ストーリーモードが開放され遊べるようになる。
- 角川ゲームスの『Root Film（ルートフィルム)』とコラボしており、同ゲームのキャラクター・八雲 凛太朗と曲愛音があるシーンで登場する。
- 今作のストーリーは前作の『偽りの黒真珠』の2倍以上のボリュームがあるが、『ドラゴンクエストIII』のような前後編の雰囲気を参考にしたとのこと。
- 企画当初は『氷雪の陽炎』というタイトル案だったが、読みにくいと荒井清和が指摘して変更となった。

## 反響
関純治は電撃オンラインとのリモートインタビューの中で、前作のファンや、秋田県というテーマに惹かれた新規プレイヤーから受け入れられたと話す一方、秋田県ネタを詰め込みすぎたせいでテンポが悪くなったという指摘も受けたとも述べている。